# Чичеу-Міхеєшть (комуна)
Чичеу-Міхеєшть, Чичеу-Міхеєшті (рум. Ciceu-Mihăiești) — комуна у повіті Бистриця-Несеуд в Румунії. До складу комуни входять такі села (дані про населення за 2002 рік):
- Лелешть (219 осіб)
- Чичеу-Корабія (203 особи)
- Чичеу-Міхеєшть (931 особа) — адміністративний центр комуни

Комуна розташована на відстані 347 км на північний захід від Бухареста, 40 км на захід від Бистриці, 53 км на північний схід від Клуж-Напоки.

## Населення
У 2009 році у комуні проживали 1362 особи.